# Odde Nunatak
Odde Nunatak är en nunatak i Antarktis. Den ligger i Östantarktis. Norge gör anspråk på området. Toppen på Odde Nunatak är 2 425 meter över havet, eller 32 meter över den omgivande terrängen. Bredden vid basen är 2,4 km.
Terrängen runt Odde Nunatak är platt åt sydväst, men åt nordost är den kuperad. Trakten är obefolkad. Det finns inga samhällen i närheten.